# جلب (الصومال)
جـِلـِب (بالصومالية: Jilib)‏ مدينة صومالية تتبع منطقة جوبا الوسطى. تعداد السكان 45 ألف، طبقا لتقديرات 2008. تقع على الطريق الرئيسي بين مقديشو و كيسمايو.